# Siegfried von Dahenfeld
Siegfried von Dahenfeld (zm. 1360 r.), rycerz zakonu krzyżackiego, dostojnik. W 1344 r. był komturem Ragnety, a w 1346 r. został komturem Bałgi. Jeszcze w tym samym roku wielki mistrz Heinrich IV Dusemer von Arfberg powołał go na urząd komtura Królewca i wielkiego marszałka jednocześnie. Dahenfeld zaliczał się do najbliższych współpracowników wielkiego mistrza oraz jego następcy Winricha von Kniprode. W 1348 r. uczestniczył w zwycięskiej dla Krzyżaków bitwie nad rzeką Strawą. 
Według historiografii krzyżackiej Dahenfeld był wzorem rycerza w czasach, gdy dyscyplina zakonna ulegała stopniowemu rozprzężeniu. Ponadto wielki marszałek uchodził za krzewiciela kultury franciszkańskiej w Zakonie.